# Carlingford (Nouvelle-Galles du Sud)
Carlingford est une ville-banlieue australienne de l'agglomération de Sydney, située dans la zone d'administration locale de Parramatta en Nouvelle-Galles du Sud. 

## Géographie
Carlingford se trouve à environ 22 km au nord-ouest du centre d'affaires de Sydney.

## Démographie
| 2001   | 2006   | 2011   | 2016   | 2021   |
| ------ | ------ | ------ | ------ | ------ |
| 19 459 | 21 365 | 21 570 | 24 394 | 28 044 |